# Barsø-klassen
Barsø-klassen var en af Søværnets skibsklasser og blev betegnet som orlogskuttere. Der blev bygget i alt 9 enheder, der alle er udgået af flådens tal.
Skibene var oprindeligt bestykket med to 20 mm maskinkanoner, som efterfølgende blev udskiftet med to 12,7 mm tunge maskingeværer.
Y307 Læsø blev i 1991 ombygget til at fungere som dykkerskib. Skibene er designet primært til farvandsovervågning og søredning i de danske farvande.
De tre sidst byggede enheder i klassen adskiller sig fra de første ved at være bygget med lukkede brovinger. Alle skibene er efterhånden blevet solgt på auktion.
| Pnt. | Navn  | Kølen lagt | Søsat             | Indgået            | Navngivet af | Skæbne                    | Kaldesignal |
| ---- | ----- | ---------- | ----------------- | ------------------ | ------------ | ------------------------- | ----------- |
| Y300 | Barsø | -          | 10. april 1969    | 20. maj 1969       | -            | Udgået 8. september 2008  | OVNJ        |
| Y301 | Drejø | -          | 26. april 1969    | 18. juni 1969      | -            | Udgået 8. september 2008  | OVNK        |
| Y302 | Romsø | -          | 31. maj 1969      | 4. juli 1969       | -            | Udgået 21. marts 2007     | OVNL        |
| Y303 | Samsø | -          | 14. juni 1969     | 31. juni 1969      | -            | Udgået 10. august 2009    | OVNM        |
| Y304 | Thurø | -          | 1. august 1969    | 30. august 1969    | -            | Udgået marts 2010         | OVNN        |
| Y305 | Vejrø | -          | 8. juli 1969      | 30. september 1969 | -            | Udgået 10. september 2006 | OVNO        |
| Y306 | Farø  | -          | 17. november 1972 | 6. februar 1973    | -            | Udgået 23. april 2008     | OVNP        |
| Y307 | Læsø  | -          | 12. januar 1973   | 28. marts 1973     | -            | Udgået 14. maj 2009       | OVNQ        |
| Y308 | Rømø  | -          | 9. marts 1973     | 22. juni 1973      | -            | Udgået 25. marts 2009     | OVNR        |